# Иванов-Батрак, Михаил Максимович
Михаи́л Макси́мович Ивано́в-Батра́к (4 ноября 1905, Пукшамбал, Корак-Солинская волость, Уржумский уезд, Вятская губерния, Российская империя ― 18 февраля 1974, Сернур, Марийская АССР, РСФСР, СССР) ― марийский советский поэт, переводчик, педагог, член Союза писателей СССР с 1934 года. Считается одним из первых авторов детских (пионерских) стихотворений на марийском языке, положенных на музыку основоположником марийской профессиональной музыки И. С. Ключниковым-Палантаем. Член ВЛКСМ.

## Биография
Родился 4 ноября 1905 года в д. Пукшамбал ныне Куженерского района Марий Эл в бедной крестьянской семье. По окончании начальной школы в родной деревне работал пастухом, учился в Староторъяльской школе крестьянской молодёжи.
В 1924 году поступил на подготовительные курсы Сернурского педагогического техникума. Здесь вступил в ВЛКСМ, стал активным членом литературного кружка под руководством известного марийского поэта и писателя Шабдара Осыпа. После закрытия педагогического техникума в Сернуре продолжил учёбу в Йошкар-Олинском педагогическом техникуме, который окончил в 1929 году. По его окончании работал учителем в сельских школах Марийской автономной области.
7 июня 1937 года был арестован как «враг народа», 14 августа того же года приговорён к 10 годам исправительно-трудовых лагерей. Сначала был сослан в Карелию, а затем ― в Коми (Ухтижемлаг), где находился до 7 июня 1947 года.
После освобождения из заключения до января 1949 года работал педагогом в школе. 26 января 1949 года вновь был вновь арестован и отправлен в ссылку в Красноярский край сроком на 5 лет. Лишь в связи со смертью генсека ЦК КПСС И. В. Сталина попал под амнистию и 10 декабря 1954 года был освобождён, но не уехал на родину, а продолжал жить в доме инвалидов в Енисейском районе Красноярского края. В Марийскую АССР поэт вернулся лишь в 1957 году. Реабилитирован.
Трагически погиб под колёсами автомобиля 18 февраля 1974 года в п. Сернур Марийской АССР.

## Литературное творчество
Писать стихи начал ещё во время учёбы в Сернурском педагогическом техникуме: первое стихотворение опубликовано в марте 1924 года в газете «Йошкар кече». Позже стал печатать свои стихи и в других марийских газетах, альманахах «У илыш» и «У вий». О первых публикациях начинающего поэта положительно отзывался М. Шкетан. На стихотворения «Мичуш», «Эй, пионер» написал песни первый марийской композитор И. С. Ключников-Палантай (сборник «Пионер муро», 1926).
В 1929 году вышел в свет первый сборник поэта «Мичушын мурыжо» («Песня Мичуша»). Затем отдельной книгой была опубликована поэма «Эх, эргыжат» («Эх, сынок»). Последующие две книги стихов были изданы в Москве. В произведениях молодого поэта явственно влияние народной частушечной поэтики.
В 1934 году был принят в Союз писателей СССР.
Также был известен и как переводчик: перевёл на родной язык повести «Мои университеты» М. Горького, «Разгром» А. Фадеева, первую книгу романа «Бруски» Ф. Панфёрова.
После возвращения из заключения на родину написал не так много произведений. В 1974 году лучшие стихи и поэмы вошли в сборник «Эрык эрге» («Сын свободы»).
За вклад в развитие марийской литературы награждён медалями и дважды — почётными грамотами Президиума Верховного Совета Марийской АССР.

## Основные произведения
Список основных произведений М. Иванова-Батрака на марийском и в переводе на русский язык:

### На марийском языке
- Мичушын мурыжо: почеламут-влак [Песня Мичуша: стихи]. ― Йошкар-Ола, 1929. ― 88 с.
- Шонымынам шуктена; Юбилей лӱмеш: почеламут-влак // Пионер йӱк. ― 1931. ― № 5—6. ― С. 18—19.
- Айста тунемаш: почеламут // Пионер йӱк. ― 1932. ― № 9. ― С. 24—25.
- Эх, эргыжат: поэма [Эх, сынок]. ― Йошкар-Ола, 1933. ― 48 с.
- Ме сеҥена: почеламут-влак [Мы победим: стихи]. ― М., 1934. ― 144 с.
- У сеҥымашке: почеламут-влак [К новым победам: стихи]. ― М., 1934.  ― 48 с.
- Волгыдо корно: почеламут ден поэма-влак сборник [Светлый путь: стихи и поэмы]. ― Йошкар-Ола, 1958. ― 80 с.
- Почеламут-влак [Стихи]. ― Йошкар-Ола, 1964. ― 68 с.
- Эрык эрге: почеламут ден поэма-влак [Сын свободы: стихи и поэмы]. ― Йошкар-Ола, 1974. ― 128 с.

### В переводе на русский язык
- Озамбай: поэма / пер. А. Казакова // Марийская поэзия. ― М., 1960. ― С. 104—108.
- Мичуш; Трактор: стихи / пер. А. Казакова, В. Кострова // Соловьиный родник. ― Йошкар-Ола, 1984. ― С. 28—30.

## Награды
- Медаль «За доблестный труд. В ознаменование 100-летия со дня рождения Владимира Ильича Ленина»
- Почётная грамота Президиума Верховного Совета Марийской АССР (1958, 1965)[10]